# Guido von Nevers
Guido (franz.: Guy; †  19. Oktober  1175) war ein Graf von Nevers, Auxerre und Tonnerre aus dem Haus Monceaux. Er war ein Sohn des Grafen Wilhelm III. und der Ida von Sponheim.
Nachdem sein älterer Bruder Wilhelm IV. im Jahr 1168 kinderlos gestorben war, trat Guido dessen Nachfolge an. Er stand in Konflikt mit dem ihm benachbarten Herzog Hugo III. von Burgund, der die Oberherrschaft über Nevers-Auxerre-Tonnerre beanspruchte. In der entscheidenden Schlacht wurde Guido am 30. April 1174 bei Beaune von seinem Feind geschlagen und gefangen genommen. Als Bedingung für seine Freilassung musste er den Lehnseid gegenüber dem Herzog von Burgund ablegen. Kurz darauf starb Guido im Jahr 1175.
Guido war seit etwa 1168 als deren zweiter Ehemann verheiratet mit Mathilde von Burgund, einer Tochter des Raimund von Burgund, Graf von Grignon. Über ihren Vater war sie eine Enkelin des Herzogs Hugo II. von Burgund und damit dem Geschlecht der Kapetinger (Haus Burgund) zugehörig. Der beiden Kinder waren:
- Agnes I. († 1193), Gräfin von Nevers-Auxerre-Tonnerre; ⚭ mit Peter II. von Courtenay († um 1219)
- Wilhelm V. († 1181), Graf von Nevers-Auxerre-Tonnerre